# Isabell Werth
Isabell Werth (født 21. juli 1969) er en tysk rytter, der konkurrerer i dressurridning.
Werth er en af de mest succesrige dressurryttere gennem tiden med tolv olympiske medaljer fra 1992 og frem. Desuden har hun vundet ni verdensmesterskaber, 21 europamesterskaber samt fjorten nationale mesterskaber. En stor del af de internationale titler har hun vundet som en del af de stærke tyske landshold.
Werths første OL var i 1992 i Barcelona, hvor hun red på hesten Gigolo. Her var de fire tyske deltagere bedst i kvalifikationsrunden, hvorfra dog kun tre fra hver nation gik til finalen. Resultaterne for de tre bedste fra kvalifikationsrunden talte i holdkonkurrencen, så derfor var den tyske guldmedalje meget sikker med resultaterne for Nicole Uphoff-Becker, Werth og Klaus Balkenhol som de tre tællende. De opnåede tilsammen 5.224 point, mens Holland blev nummer to med 4.742 og USA nummer tre med 4.643. Den individuelle finale rykkede ikke på den indbyrdes rækkefølge mellem de tre bedste tyskere, så Uphoff-Becker vandt med 1.626 point foran Werth med 1.551 og Balkenhol med 1.515 point.
Fire år senere ved OL 1996 i Atlanta fik hun sit sit bedste OL, hvor hun både vandt guld individuelt og på hold. Denne gang var holdkonkurrencen meget tættere end i 1992, idet to hollandske ryttere blev nummer to og tre i den individuelle kvalifikation, så Tysklands sejr med Werth samt Monica Theodorescu og Klaus Balkenhol lød på 5.553 point foran hollændernes 5.437 og USA's 5.309 point på de øvrige medaljepladser. I den individuelle konkurrence formåede Werth at bevare føringen fra kvalifikationsrunden, så hun og hesten Gigolo endte med 235,09 point på førstepladsen foran hollænderne Anky van Grunsven med 233,02 på andenpladsen og dennes landsmand, Sven Rothenberger, som nummer tre med 224,94 point.
Ved OL 2000 i Sydney red Werth igen på Gigolo. Efter kvalifikationen lå Werth og Gigolo i spidsen med 1.908 point, mens de to hollændere van Grunsven og Coby van Gaalen lå lige efter. Derfor blev holdkonkurrencen igen tæt, men tyskerne med Werth, Nadine Capellmann og Alexandra Simons de Ridder holdt fast i nationens dominans og sejrede for femte OL i træk, og de øvrige podiepladser gik for tredje gang i træk til Holland (nummer to med 5.579 point) og USA (nummer tre med 5.166 point). I den individuelle finale var hollandske van Grunsven bedst og sejrede med 239,18 point foran Werth med 234,19 og tyskeren Ulla Salzgeber med 230,57 point.
Werth var ikke med ved OL 2004 i Athen, men var tilbage i 2008 i Beijing, nu på hesten Satchmo. Her førte Werth igen efter Grand Prix-runden foran van Grunsven, og i holdkonkurrencen var hun i høj grad med til at sikre tyskerne den syvende guldmedalje i træk med 72.917 point i gennemsnit (Werth fik 76.417), igen foran Holland med 71.750 point, mens Danmark fik bronze med 68.875 point. De to øvrige tyskere var Heike Kemmer og Nadine Capellmann. I den individuelle konkurrence måtte Werth endnu engang se van Grunsven sejre, da hun var bedst i Grand Prix Special og Grand Prix fri stil og opnåede 78,680 point, mens Werth hentede sin tredje sølvmedalje med 76,650 og Heike Kemmer fik bronze med 74,455 point.
Hun var igen ikke med ved OL 2012 i London, men i 2016 i Rio de Janeiro var hun som 47-årig tilbage på det tyske hold, nu på hesten Weihegold Old. I Grand Prix'et blev hun nummer fire og i Grand Prix Special blev hun bedst. Denne gang talte begge disse to konkurrencer i holdkonkurrencen, og derfor var Werths resultater igen af afgørende betydning. Sammen med Sönke Rothenberger, Dorothee Schneider og Kristina Bröring-Sprehe sikrede hun sig sin sjette guldmedalje, og Tyskland var tilbage på holdtronen, efter at de i 2012 havde måttet nøjes med sølv efter Storbritannien. Tyskland fik 81,936 point, mens Storbritannien på andenpladsen fik 78,595 og USA på tredjepladsen 76,667 point. I den individuelle konkurrence blev placeringerne afgjort blandt deltagerne i det afsluttende Grand Prix fri stil, hvor britiske Charlotte Dujardin (der vandt i 2012) genvandt guldet med 93,857 point foran Werth med 89,071 og landsmanden Bröring-Sprehe med 87,142 point.
Ved OL 2020 i Tokyo (afholdt i 2021) var den nu 52-årige Werth igen med, nu på hesten Belle Rose, og endnu engang var hun med til at sikre tyskerne guldet, da hun sammen med Dorothee Schneider og Jessica von Bredow-Werndl sejrede foran USA på andenpladsen og Storbritannien på tredjepladsen. Individuelt sikrede hun sig sin femte OL-sølvmedalje, da hun måtte se sig besejret af landsmanden von Bredow-Werndl, mens briten Charlotte Dujardin blev nummer tre.
Med sine medaljer i Tokyo kom Werth på siden af den tyske kajakroer Birgit Fischer-Schmidt og den ungarske fægter Aladár Gerevich med guldmedaljer ved flest olympiske lege; alle har vundet guld ved seks forskellige lege. Derudover kom hun på siden af to andre sportsfolk i antal vundne medaljer blandt de atleter, der har vundet medalje i alle de konkurrencer, de har stillet op i. De to øvrige er den finske løber Paavo Nurmi og den amerikansk svømmer Natalie Coughlin.